# 大井嵩介
大井 嵩介（おおい しゅうすけ、2004年7月20日 - ）は日本の子役。

## 人物
群馬県前橋市生まれ。2007年からアメリカ合衆国ワシントン州シアトル市で過ごし、2年後の2009年に帰国。